# Ulrich Dempwolff

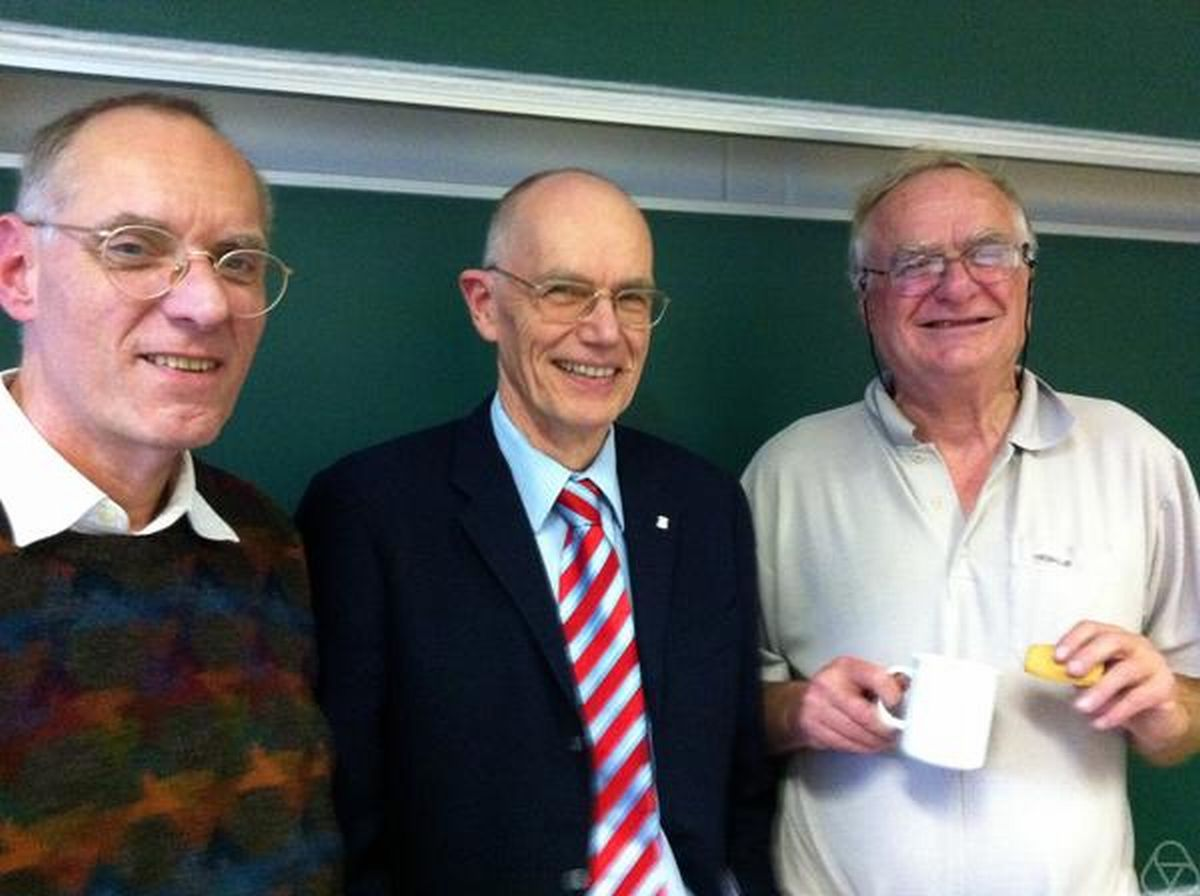
Ulrich Dempwolff (Mitte) mit Gernot Stroth und Hans Kurzweil

Ulrich Dempwolff (geb. 1945) ist ein deutscher Mathematiker. Von 1976 bis 2010 war er Professor für Mathematik an der Technischen Universität Kaiserslautern.

## Leben
Dempwolff machte 1965 das Abitur am Gutenberg-Gymnasium in Wiesbaden. Nach seinem Studium promovierte er 1971 bei Dieter Held an der Johannes Gutenberg-Universität in Mainz und habilitierte 1973 an der Ruprecht-Karls-Universität in Heidelberg.
Dempwolffs Interesse gilt endlichen Gruppen, endlichen Geometrien und der Kombinatorik.

## Schriften

### Artikel
Dempwolff hat zahlreiche Artikel in Fachzeitschriften veröffentlicht. Dies ist eine Auswahl aktueller Veröffentlichungen:
- U. Dempwolff, P. Müller: Factorized Spread Sets and Translation Planes with Large Homology Groups. In: Advances in Geometry. Band 9, Heft 1, 2009, S. 111–124.
- U. Dempwolff, W. Kantor: Distorting symmetric designs. In: Designs, Codes and Cryptography. Band 48, Nr. 3, 2008, S. 307–322.
- U. Dempwolff, C. Charnes, J. Pieprzyk: The eight variable homogeneous degree three bent functions. In: Jour. of Discrete Algorithms. Band 6, Nr. 1, 2008, S. 66–72.
- U. Dempwolff: Twisted McFarland and Spence Designs and their Automorphisms. In: Advances in Geometry. Band 8, Nr. 1, 2008, S. 101–106.
- U. Dempwolff: Semifield Planes of Order 81. In: J. Geometry. Band 89, Nr. 1–2, 2008, S. 1–16.

### Sonstiges
- Zentralisatoren von Involutionen in einigen endlichen, einfachen Gruppen. Dissertation. Universität Mainz, 1971.
- A characterization of the Rudvalis simple group of order {\displaystyle 2^{14}}·{\displaystyle 3^{3}}·{\displaystyle 5^{3}}·{\displaystyle 7}·{\displaystyle 13}·{\displaystyle 29} by the centralizers of non-central involutions. Habilitationsschrift. Universität Heidelberg, 1973.